# Поганий сезон
Поганий сезон (англ. The Mean Season) — американський трилер 1985 року.

## Сюжет
Журналіст Малкольм Андерсон пише статтю про вбивство молодої дівчини. Йому дзвонить вбивця, який розповідає про наступні злочини, які він збирається скоїти. Незабаром вбивця викрадає дружину Малкольма. Погоня призводить до того, що маніяк гине. Але незабаром з'ясовується, що це знівечена жертва серійного вбивці, а сам він з'являється в будинку Андерсона для заключного протистояння.

## У ролях
| Актор            | Роль              |
| ---------------- | ----------------- |
| Курт Расселл     | Малкольм Андерсон |
| Меріел Хемінгуей | Крістін Коннеллі  |
| Річард Джордан   | Алан Делур        |
| Річард Мазур     | Білл Нолан        |
| Річард Бредфорд  | Філ Вілсон        |
| Джо Пантоліано   | Енді Портер       |
| Енді Гарсія      | Рей Мартінес      |
| Роуз Портільо    | Кеті Васкес       |
| Вільям Сміт      | Альберт Шонессі   |
| Джон Палмер      | грає самого себе  |
| Лі Сендмен       | Гарольд Якобі     |
| Ден Фіцджеральд  | Карл Мейсон       |
| Синтія Сакелін   | Рут Левенштейн    |
| Фред Орнштейн    | Воррен Філліпс    |
| Фріц Броннер     | Пітер Пітерсон    |